# Mosquiter de tres bandes
El mosquiter de tres bandes (Phylloscopus trivirgatus) és un ocell de la família dels fil·loscòpids (Phylloscopidae). El seu estat de conservació es considera de risc mínim.

## Hàbitat i distribució
Viu als clars del bosc, vegetació secundària i arbusts a les de la Península Malaia, Illes Grans de la Sonda i Illes Petites de la Sonda de Lombok i Sumbawa.

## Taxonomia
Considerat tradicionalment i encara avui per diversos autors coespecífic del mosquiter de Negros (Phylloscopus nigrorum), aquest ha passat a ser considerat una espècie de ple dret arran treballs com ara Collar 2007.
Segons el Handook of the Birds of the World i la quarta versió de la BirdLife International Checklist of the birds of the world (Desembre 2019), el mosquiter de tres bandes presenta tres subespècies: (P.t. trivirgatus, kinabaluensis i nigrorum). Tanmateix, en la llista mundial d'ocells del Congrés Ornitològic Internacional (versió 13.2, juliol 2023) la subespècie nigrorum es considera una espècie separada: Phylloscopus nigrorum.